# Bipasha Basu
Bipasha Basu (Nova Delhi, 7 de gener de 1979; Bengalí: বিপাশা বসু) és una model i actriu índia, guanyadora de la Competició mundial de supermodels Ford amb què es va fer molt coneguda.
És la segona de tres filles; les seves germanes són Bidisha i Bijoyeta. Va néixer a Nova Delhi, però la seva família es va mudar més tard a Kolkata, on ja va començar a guanyar concursos de model de molt petita.
Es va graduar en comerç a Calcuta i va debutar al cinema amb Ajnabee d'Abbas-Mustan amb Bobby Deol, Akshay Kumar i Kareena Kapoor. El 7 de juliol de 2007 va presentar amb Hilary Swank i Ben Kingsley les Les set noves meravelles del món. Ha participat en desenes de pel·lícules. A més d'actuar en pel·lícules, Basu és un entusiasta del fitness i ha aparegut en diversos vídeos de la temàtica. Després d'una relació amb l'actor John Abraham, Basu es va casar amb l'actor Karan Singh. Grover el 2016, amb qui té un fill.